# Вавилон 17
Вавилон-17 (англ. Babel-17) — вигадана мова з однойменного роману Семюела Ділейні 1966 року. Автор використав концепцію мови для сюжету роману, але конкретної структури не розробив. Делані виходив із гіпотези лінгвістичної відносності, за якою мова впливає на мислення людини. Мова Вавилон-17 у його романі розроблена чужопланетною цивілізацією як засіб ведення війни проти людства, оскільки сама структура мови змушує людину, яка нею послуговується, стати диверсантом. Наприклад, у мові немає поняття «Я», що не дозволяє людині відокремити себе від загалу. Крім того, лексика мови побудована так, що слова, які позначають предмети, водночас описують властивості цих предметів, що робить мову надзвичайно стислою. Вавилон-17 посилює розумову діяльність і дозволяє носієві застосовувати вміння, яких він взагалі не мав.